# La soledad del corredor de fondo (película)
La soledad del corredor de fondo (The Loneliness of the Long Distance Runner) es una película dramática británica de 1962 del género coming-of-age. El guion es una adaptación escrita por Alan Sillitoe de su propio cuento. La película fue dirigida por Tony Richardson, uno de los jóvenes directores emergentes de la English Stage Company de la Royal Court.
Cuenta la historia de un joven rebelde (interpretado por Tom Courtenay), condenado en un reformatorio por robar una panadería, que obtiene privilegios en la institución a través de su destreza como corredor de larga distancia. Durante sus carreras solitarias, los sueños de eventos importantes antes de su encarcelamiento lo llevan a revaluar su condición de atleta premiado del Gobernador (Michael Redgrave), eventualmente emprendiendo un acto rebelde de autonomía personal libertaria y sufriendo una pérdida inmediata de privilegios.
La película muestra a Gran Bretaña, y en particular al sistema de reformatorios británicos, desde finales de la década de 1950 hasta principios de la década de 1960, como un lugar elitista, desolador para las personas de clase media y trabajadora. Sillitoe fue uno de los jóvenes rebeldes que describían como alardeaban o representaban la difícil situación de los jóvenes rebeldes. La película tiene personajes arraigados en ese contexto social. La conciencia de clase abunda en todas partes: las nociones de "ellos" y "nosotros" que Richardson enfatiza, reflejan la base de sociedad británica en ese momento, de modo que el "caballero apropiado" de Redgrave de un gobernador contrasta con muchos de los jóvenes reclusos de la clase trabajadora.

## Argumento
La película comienza con Colin Smith (Tom Courtenay) corriendo, solo, a lo largo de un sombrío camino rural en algún lugar de la Inglaterra rural. En una breve voz en off, Colin nos dice que correr es la forma en que su familia siempre se ha enfrentado a los problemas del mundo, pero que al final, el corredor siempre está solo y alejado de los espectadores, que se queda solo para lidiar con la vida.
Colin se muestra con un grupo de otros hombres jóvenes, todos esposados. Están siendo llevados a Ruxton Towers, un centro de detención para delincuentes juveniles, un reformatorio público. Está supervisado por el Gobernador (Michael Redgrave), quien cree que el arduo trabajo y la disciplina impuesta a sus cargos finalmente los harán miembros útiles de la sociedad. Colin, hosco y rebelde, inmediatamente llama su atención como prueba de sus creencias.
Una parte importante del programa de rehabilitación del gobernador es el atletismo, y pronto se da cuenta de que Colin es un corredor talentoso, fácilmente capaz de superar al actual corredor de larga distancia de Ruxton. El Gobernador fue un corredor, y está especialmente interesado en las habilidades de Colin porque, por primera vez, sus equipos han sido invitados a competir en una carrera de cinco millas contra Ranley, una cercana escuela pública con alumnos privilegiados de familias de clase alta. El gobernador ve la invitación como una forma importante de demostrar el éxito de su programa de rehabilitación.
El gobernador toma a Colin,ofreciéndole trabajos de jardinería al aire libre y, finalmente, la libertad de práctica corre fuera de las cercas de alambre de púas de Ruxton. Esto se muestra intercalado con una serie de flashbacks que muestran cómo Colin llegó a ser encarcelado, comenzando con uno que muestra la vida difícil y azotada por la pobreza de su familia en un distrito industrial de clase baja en Nottingham, donde viven en un casas prefabricadas. Colin se dedica a delitos menores en compañía de su mejor amigo, Mike (James Bolam). Mientras tanto, en casa, los largos años de trabajo de su padre en una fábrica local terminaron con una enfermedad terminal por la cual se niega a recibir tratamiento.
Colin se rebela al rechazar un trabajo que le ofrecen en la fábrica de su padre. La compañía le pagaron la miserable cifra de 500 libras esterlinas en concepto de seguro, y lo mira con desdén mientras su madre (Avis Bunnage) gasta lo que Colin considera una suma ofensiva. Colin quema simbólicamente parte de su parte del dinero del seguro y usa el resto para tratar a Mike y a dos chicas que se encuentran en una excursión en Skegness, donde Colin confiesa a su cita, Audrey (Topsy Jane) que el es el primer hombre con el que ha tenido relaciones sexuales.
Su madre lleva a su amante a la casa y de ahí surge una discusión. Le dice a Colin que se vaya hasta que pueda traer algo de dinero a casa. Mike y él salen a la calle y ven una ventana abierta en la parte trasera de una panadería. No hay nada que valga la pena robar, excepto la caja, que contiene 70 libras. Mike lo gasta todo en otra excursión a Skegness con las chicas, pero Colin es más cauteloso y esconde el dinero en una tubería fuera de su casa. Pronto la policía lo llama acusando a Colin del robo. Él le dice al detective (Dervis Ward) que no sabe nada al respecto. El detective hace una orden de búsqueda pero no encuentra nada. Finalmente, frustrado y enojado, regresa para decir que vigilará a Colin. Mientras los dos se paran en la puerta de entrada de Colin bajo la lluvia, el torrente de agua que cae por el desagüe desaloja el dinero, que queda de los pies de Colin.
Esta historia de fondo está intercalada en flashbacks con las experiencias actuales de Colin en Ruxton Towers, donde debe lidiar con los celos de sus compañeros de prisión por el favoritismo que le muestra al gobernador, especialmente cuando el gobernador decide no disciplinar a Colin como hace con otros por los disturbios en el comedor en protesta por la comida. Colin también es testigo del tipo de tratamiento dado a sus compañeros que no son tan afortunados: golpes, dietas de pan y agua, trabajos degradantes en el taller de máquinas o en la cocina.
Finalmente, llega el día de la carrera de cinco millas contra Ranley, y Colin identifica rápidamente al corredor estrella de Ranley, Gunthorpe (James Fox). El orgulloso gobernador observa cómo se dispara el arma inicial. En la última milla, Colin supera a Gunthorpe mientras corre por el bosque y luego gana con una ventaja cómoda, pero una serie de imágenes discordantes pasan por su mente: destellos de su vida en casa y el abandono de su madre; el cadáver de su padre; severas conferencias de detectives, policías, el gobernador y Audrey. A pocos metros de la línea de meta, deja de correr y permanece en su lugar, a pesar de las llamadas, aullidos y protestas de la multitud de Ruxton Towers. En primer plano, Colin mira directamente al gobernador con una sonrisa desafiante, una expresión que permanece mientras el corredor de Ranley pasa la línea de meta a la victoria. Al final, Colin está de vuelta en el taller de máquinas de Borstal, ahora ignorado por el gobernador.

## Reparto
| Actor            | Personaje                                    |
| ---------------- | -------------------------------------------- |
| Michael Redgrave | Gobernador del Reformatorio de Ruxton Towers |
| Tom Courtenay    | Colin Smith                                  |
| Avis Bunnage     | Señora Smith                                 |
| Alec McCowen     | Brown                                        |
| James Bolam      | Mike                                         |
| Joe Robinson     | Roach                                        |
| Dervis Ward      | Detective                                    |
| Topsy Jane       | Audrey                                       |
| Julia Foster     | Gladys                                       |
| Arthur Mullard   | Oficial jefe de Borstal (no acreditado)      |
| James Fox        | Gunthorpe (no acreditado)                    |
| John Thaw        | Bosworth (no acreditado)                     |
| Derek Fowlds     | (no acreditado)                              |

## Producción

### Guion
El guion de Sillitoe puede interpretarse como trágico o batético al proyectar al protagonista como un rebelde de la clase trabajadora en lugar de un talento rehabilitado pero conformista. Durante el período en que Sillitoe escribió el libro y el guion, el deporte de correr estaba cambiando. La pureza de la carrera fue quitada cuando Smith ingresó a la carrera por su propio beneficio y el de su institución. una mercancía útil para la promoción de sus clientes.
Correr también se usa como una metáfora para darle a Smith la capacidad de escapar de la realidad de su nivel de clase en la sociedad.
 El uso de este deporte le da a Smith la capacidad de escapar de su vida como miembro de la clase trabajadora pobre. Sillitoe ha usado correr para darle a su personaje la oportunidad de reflexionar sobre su estatus social y también para escapar de la realidad que enfrentan los pobres en Gran Bretaña. La carrera de larga distancia le da al personaje la capacidad de escapar libremente de la sociedad sin las presiones de un equipo, lo que se puede encontrar en otras historias deportivas.

### Rodaje
Se rodaron ubicaciones en Ruxley Towers y sus alrededores, Claygate, Surrey & ndash; un castillo simulado victoriano construido por Henry Foley, 5º barón Foley. El edificio había sido utilizado por los el Ejército y la Fuerza Aérea durante la Segunda Guerra Mundial.

## Premios y nominaciones
- Actor revelación - BAFTA (Tom Courtenay)
- Mejor director extranjero - Nastro d'argento (Tony Richardson)
- Mejor Actor - Festival de Cine de Mar del Plata (Tom Courtenay)
- En 2018, la revista Time Out hizo una encuesta de 150 actores, directores, escritores, productores y críticos y la clasificaron como la 36º mejor película británica de todos los tiempos.[4]